# Trailwalker

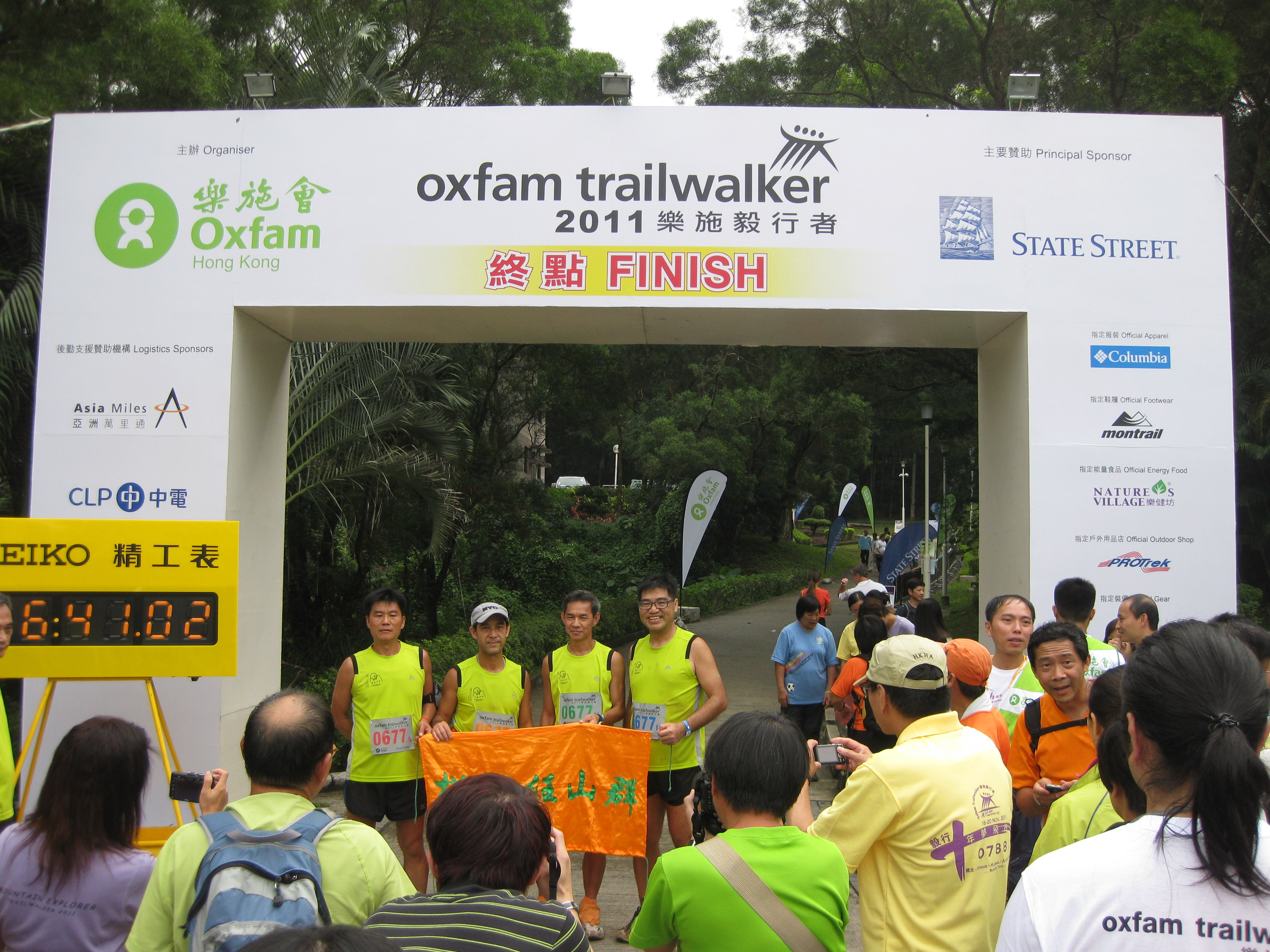
Punt d'arribada dels participants a la Trailwalker de Hong Kong del 2011

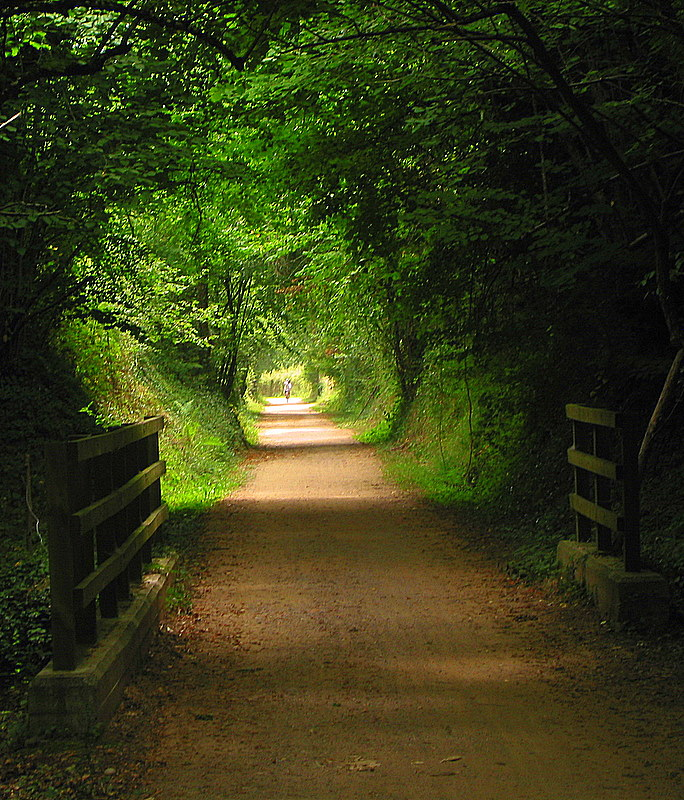
Via verda de l'antic carrilet d'Olot, per on passa la Trailwalker a Catalunya

Trailwalker, o Oxfam Trailwalker, és un repte esportiu i solidari per equips, i un esdeveniment de senderisme global que s'organitza anualment a diversos països, per tal de recaptar fons per activitats realitzades arreu del món per Oxfam, en què els equips de sis participants, quatre competidors, acompanyats de dos de suport, han de completar un recorregut de 100 quilòmetres (62 milles) en un temps límit, que se situa en 24, 30, 32 o 48 hores. Les rutes poden ser punt a punt o seguir una ruta circular tornant a l'inici.

## Història
L'esdeveniment va ser establert l'any 1981 pel brigadier Mervyn Lee a Hong Kong com a exercici d'entrenament dels Queen's Gurkha Signals, part de la Brigada de Gurkhes de l'exèrcit britànic, que en aquell moment tenia la seu a la colònia britànica. El 1986, es va permetre la participació d'equips de civils i Oxfam Hong Kong va ser convidat a coorganitzar l'esdeveniment. El 1997, amb el lliurament de Hong Kong a la Xina, els regiments de Gurkhes van ser traslladats al Regne Unit. L'esdeveniment Trailwalker començà amb el trasllat dels Gurkhaes i es va organitzar a South Downs a Sussex, al Regne Unit, amb Oxfam actuant com a soci des del 2002, juntament amb el Gurkha Welfare Trust. Oxfam Hong Kong va continuar organitzant l'esdeveniment original sense els Gurkhes i l'esdeveniment va anar creixent amb diversos esdeveniments que tenen lloc a més de 10 països d'arreu del món.
El 2017, Ian Crawford de Petersfield, Hampshire, continuant amb el seu suport al Gurkha Welfare Trust i amb 74 anys d'edat, va completar un rècord de 19è Trailwalker del Regne Unit en un temps de 29 hores i 34 minuts.

## Trailwalker Intermón-OXFAM a Catalunya
La primera edició de l'Intermón Oxfam Trailwalker que se celebrà a Espanya,va tenir lloc a Catalunya l'any 2011, i d'ençà d'aquesta data a anat celebrant-se anualment. Cada equip inscrit ha de recaptar almenys 1500 euros per lluitar contra la pobresa al Tercer Món, com a condició per a poder participar al repte esportiu consistent a recórrer 100 quilòmetres en un temps màxim de 32 hores.
La primera edició es va celebrar a la província de Barcelona, entre el Montseny i Monistrol, al peu de Montserrat. Des del 2012 la prova esportiva i solidària s'ha celebrat a la província de Girona, tot reseguint la Via Verda de l'antic carrilet entre les poblacions d'Olot, a la Garrotxa, i Girona, i des d'aquesta a Sant Feliu de Guíxols, al Baix Empordà, a la Costa Brava.

## Altres Trailwalker a l'Estat espanyol
L'èxit i la consolidació d'aquesta iniciativa a Catalunya ha permès sumar a partir del 2014 una doble edició a l'Estat espanyol que, en paral·lel a la Trailwalker organitzada a terres catalanes tradicionalment al mes d'abril, recorre la Serra de Guadarrama, a la Comunitat de Madrid, al mes de juny.
L'any 2017 s'hi sumà una nova ubicació del Trailwalker al País Basc, al voltant de les muntanyes de Vitòria.

## Events
| Lloc                      | Ubicació                                                          | Sortida                         | Arribada                           | Temps Límit | Any  |
| ------------------------- | ----------------------------------------------------------------- | ------------------------------- | ---------------------------------- | ----------- | ---- |
| Hong Kong                 | Maclehose Trail                                                   | Pak Tam Chung, Sai Kung         | Tai Tong, Yuen Long                | 48 hores    | 1981 |
| Regne Unit (Trailwalker)  | South Downs                                                       | Petersfield                     | Brighton Racecourse                | 30 hores    | 1997 |
| Regne Unit (Trailtrekker) | Yorkshire Dales                                                   | Skipton                         | Skipton                            | 30 hores    | 2009 |
| Irlanda (Trailtrekker)    | Newcastle, comtat de Down                                         | Donark Park                     | Carlingford                        | 30 hores    | 2009 |
| Austràlia                 | Sydney                                                            | Hawkesbury River                | Seaforth                           | 48 hores    | 1999 |
| Austràlia                 | Melbourne                                                         | Jells Park, Wheelers Hill       | Wesburn Park, Yarra Valley         | 48 hores    | 2003 |
| Austràlia                 | Brisbane                                                          | Mt Glorious                     | Mt Coot-tha                        | 48 hores    | 2011 |
| Austràlia                 | Perth                                                             | Darlington                      | Lesmurdie                          | 48 hores    | 2013 |
| Nova Zelanda              | Whakatane                                                         | Edgecumbe                       | Whakatane                          | 48 hores    | 2019 |
| Japó                      |                                                                   | Odawara, prefectura de Kanagawa | Llac Yamanaka                      | 48 hores    | 2007 |
| Bèlgica                   | High Fens                                                         | Bütgenbach                      | Eupen                              | 30 hores    | 2008 |
| França                    | Parc du Morvan, Bourgogne                                         |                                 |                                    | 30 hores    | 2010 |
| França                    | Vall d'Abondance a l'Alta Savoia                                  |                                 |                                    | 30 hores    | 2014 |
| Alemanya                  | Spessart                                                          | Bad Orb                         | Bad Orb                            | 30 hores    | 2010 |
| Catalunya                 | Girona                                                            | Olot, Garrotxa                  | Sant Feliu de Guíxols, Costa Brava | 32 hores    | 2011 |
| Índia                     | Bangalore                                                         | Anekal o Mekedaatu              | Eagelton-Bidadi                    | 48 hores    | 2012 |
| Índia                     | Bombai                                                            | Mulshi Lake                     | Lonavala                           | 48 hores    | 2012 |
| Espanya                   | Sierra de Guadarrama i Valle Alto del Lozoya, Comunitat de Madrid | Lozoya                          | Lozoya                             | 32 hores    | 2014 |
| País Basc                 | Vitòria                                                           | Muntanyes de Vitòria            | Muntanyes de Vitòria               | 32 hores    | 2017 |
| Korea                     | Gurye and Jiri MT. a Jeollanam-do                                 | Guyre Natural Dream Park        | Guyre Natural Dream Park           | 38 hores    | 2017 |